# Francesco Gavazzi
Francesco Gavazzi (Morbegno, Sondrio, Lombardia, 1 de agosto de 1984) é um ciclista italiano especialista no sprint, membro da equipa EOLO-KOMETA Cycling Team.

## Biografia
Francesco Gavazzi passou a profissional no ano 2007 no seio da equipa Lampre após ter passado dois anos como amador nos que conseguiu várias vitórias, como o Giro do Canavese sub-23 e o Giro da Toscana sub-23.
Seu pai Pierino Gavazzi foi um sprinter destacado na época dos 70-80, enquanto seu irmão Mattia Gavazzi é ciclista profissional.

## Palmarés
- 2009
  - Volta a Nuremberga

- 2010
  - 1 etapa do Giro di Sardegna
  - 1 etapa da Volta ao País Basco
  - Coppa Agostoni
  - Trittico Lombardo (ver nota)[2]

- 2011
  - 1 etapa da Volta ao País Basco
  - 2 etapas da Volta a Portugal
  - 1 etapa da Volta a Espanha

- 2012
  - 1 etapa do Tour de Pequim

- 2016
  - 1 etapa da Volta a Portugal
  - Memorial Marco Pantani

- 2018
  - 1 etapa da Volta a Burgos

- 2019
  - 1 etapa do Tour de Limusino

## Resultados em Grandes Voltas e Campeonatos do Mundo
| Corrida            | Corrida            | 2007 | 2008 | 2009 | 2010  | 2011 | 2012 | 2013 | 2014 | 2015 | 2016 | 2017 | 2018 | 2019 | 2020 | 2021 |
| ------------------ | ------------------ | ---- | ---- | ---- | ----- | ---- | ---- | ---- | ---- | ---- | ---- | ---- | ---- | ---- | ---- | ---- |
|                    | Giro d'Italia      | —    | 84.º | 69.º | —     | —    | —    | —    | —    | 58.º | —    | —    | 53.º | 58.º | —    | 29.º |
|                    | Tour de France     | —    | —    | —    | 105.º | —    | —    | 84.º | —    | —    | —    | —    | —    | —    | —    | —    |
|                    | Volta a Espanha    | —    | —    | —    | —     | 58.º | —    | —    | —    | —    | —    | —    | —    | —    | —    | —    |
| Mundial em Estrada | Mundial em Estrada | —    | —    | —    | Ab.   | 77.º | —    | —    | —    | —    | —    | —    | —    | —    | —    | —    |

—: não participa

Ab.: abandono